# مات كاتا
مات كاتا (بالإنجليزية: Matt Kata)‏ هو لاعب كرة قاعدة أمريكي، ولد في 14 مارس 1978 في فيرفيو بارك في الولايات المتحدة.

## وصلات خارجية
- مات كاتا على موقع دوري كرة القاعدة الرئيسي (الإنجليزية)
- مات كاتا على موقعبيزبول رفرنس.كوم (الدوري الرئيسي) (الإنجليزية)
- مات كاتا على موقعبيزبول رفرنس.كوم (الدوري الثانوي) (الإنجليزية)
- مات كاتا على موقع إي إس بي إن.كوم (أم.أل.بي) (الإنجليزية)
- مات كاتا على موقع مشجعي الرسوم البيانية (الإنجليزية)